# شعار جزر القمر
شعار جزر القمر، هو الشعار الرسمي لجمهورية جزر القمر ويوجد داخل الشعار الهلال الإسلامي، وهو أيضاً موجد في العلم الوطني لجزر القمر. والهلال يقع في منتصف الشعار وبداخله أربعة نجوم تمثل الجزر الرئيسية الأربعة التي تكون جمهورية جزر القمر. ويوجد أيضاً شكل لشمس مع أشعتها في خلفية العلم بداخل الهلال، حول النقطة المركزية للعلم. اسم الدولة مكتوب باللغة العربية و الفرنسية. وأما عن حدود العلم فهي مؤلفة من شكل أغصان شجرة الزيتون، وفي الأسفل الشعار الوطني للجمهورية باللغة الفرنسية والتي تعني (إتّحاد - عدالة - تقدّم).